# XDG Development Kit
Das XDG Development Kit (XDK) ist eine Grammatik-Entwicklungsumgebung für den Grammatikformalismus Extensible Dependency Grammar (XDG).
Es stellt einen Constraint-basierten Parser, eine
grafische Benutzeroberfläche, viele Beispielgrammatiken und vollständige Dokumentation bereit.
Das XDK gibt es als Quelltext (für alle Betriebssysteme) oder in Binärform (zurzeit nur für Windows). Alle Versionen setzen eine Installation des Mozart/Oz-Programmiersystems voraus. Die Dokumentation des XDK ist in verschiedenen Formaten erhältlich, u. a. HTML und PDF.